# Liste des résolutions du Conseil de sécurité des Nations unies adoptées en 1966
Les résolutions du Conseil de sécurité des Nations unies sont les décisions qui sont votées par le Conseil de sécurité des Nations unies.
Une telle résolution est acceptée si au moins neuf des quinze membres (depuis le 17 décembre 1963, 11 membres avant cette date) votent en sa faveur et si aucun des membres permanents qui sont la Chine, les États-Unis, la France, le Royaume-Uni et l'Union soviétique (la Russie depuis 1991) n'émet de vote contre (qui est désigné couramment comme un veto).

## Résolutions 220 à 232
- Résolution 220 : la question de Chypre (adoptée le 16 mars 1966).
- Résolution 221 : question concernant la situation en Rhodésie du Sud (adoptée le 9 avril 1966).
- Résolution 222 : extension du stationnement à Chypre (adoptée le 16 juin 1966).
- Résolution 223 : admission de nouveaux membres : Guyana (adoptée le 21 juin 1966 lors de la 1287e séance).
- Résolution 224 : admission de nouveaux membres : Botswana (adoptée le 14 octobre 1966 lors de la 1306e séance).
- Résolution 225 : admission de nouveaux membres : Lesotho (adoptée le 14 octobre 1966).
- Résolution 226 : question concernant la République démocratique du Congo (adoptée le 14 octobre 1966).
- Résolution 227 : recommandation concernant la nomination du Secrétaire général (adoptée le 28 octobre 1966).
- Résolution 228 : la question palestinienne (adoptée le 25 novembre 1966).
- Résolution 229 : recommandation concernant la nomination du Secrétaire général (adoptée le 2 décembre 1966).
- Résolution 230 : admission de nouveaux membres : Barbade (adoptée le 7 décembre 1966 lors de la 1330e séance).
- Résolution 231 : extension du stationnement à Chypre (adoptée le 15 décembre 1966).
- Résolution 232 : question concernant la situation en Rhodésie du Sud (adoptée le 16 décembre 1966).